# George de Villiers Morrison
George de Villiers Morrison (né en 1921 à Cradock, province du Cap et mort en octobre 1991 à George en Afrique du Sud) est un médecin et un homme politique sud-africain, membre du parti national, maire de Cradock (1963-1964), membre de la chambre de l'assemblée du parlement pour la circonscription de Cradock (1966-1987). Il est également membre du gouvernement PW Botha d'abord sur des fonctions de ministres-adjoints à la coopération et au développement (1979-1984) ainsi qu'à la santé et aux affaires sociales (1984-1986) avant de devenir, au sein du parlement tricaméral, ministre à la santé et aux services sociaux de la chambre de l'assemblée (1985-1986). 

## Biographie
À sa sortie du lycée, George Morrison, alors âgé de dix-sept ans, commence à travailler comme employé au ministère de la Justice. En 1945, il s'inscrit à l'université pour suivre des études de médecine. Diplômé de l'Université de Pretoria (1951), George Morrison devient alors médecin généraliste à Cradock, sa ville natale. 
En 1960, Morrison est élu conseiller municipal et maire de Cradock en 1963. Membre du parti national, il est élu député de Cradock lors des élections générales sud-africaines de 1966. 
En 1979, il entre au gouvernement de Pieter Botha en tant que vice-ministre à la coopération et au développement. 
En 1984, il est nommé vice-ministre à la santé au niveau gouvernemental et, en juin 1985, ministre de la santé au sein de la chambre de l'assemblée du parlement tricaméral où il s'occupe des services de santé destinés à la population blanche d'Afrique du Sud. 
Il se retire de la vie politique nationale en octobre 1986. 
Président de la commission locale de Gleniqua, il meurt d'une crise cardiaque dans sa maison située près de George en octobre 1991.

## Vie privée
George Morrison s'est marié et a eu 3 enfants.

## Sources
- (af) Nécrologie, Beeld, 23 octobre 1991